# Submission Wrestling

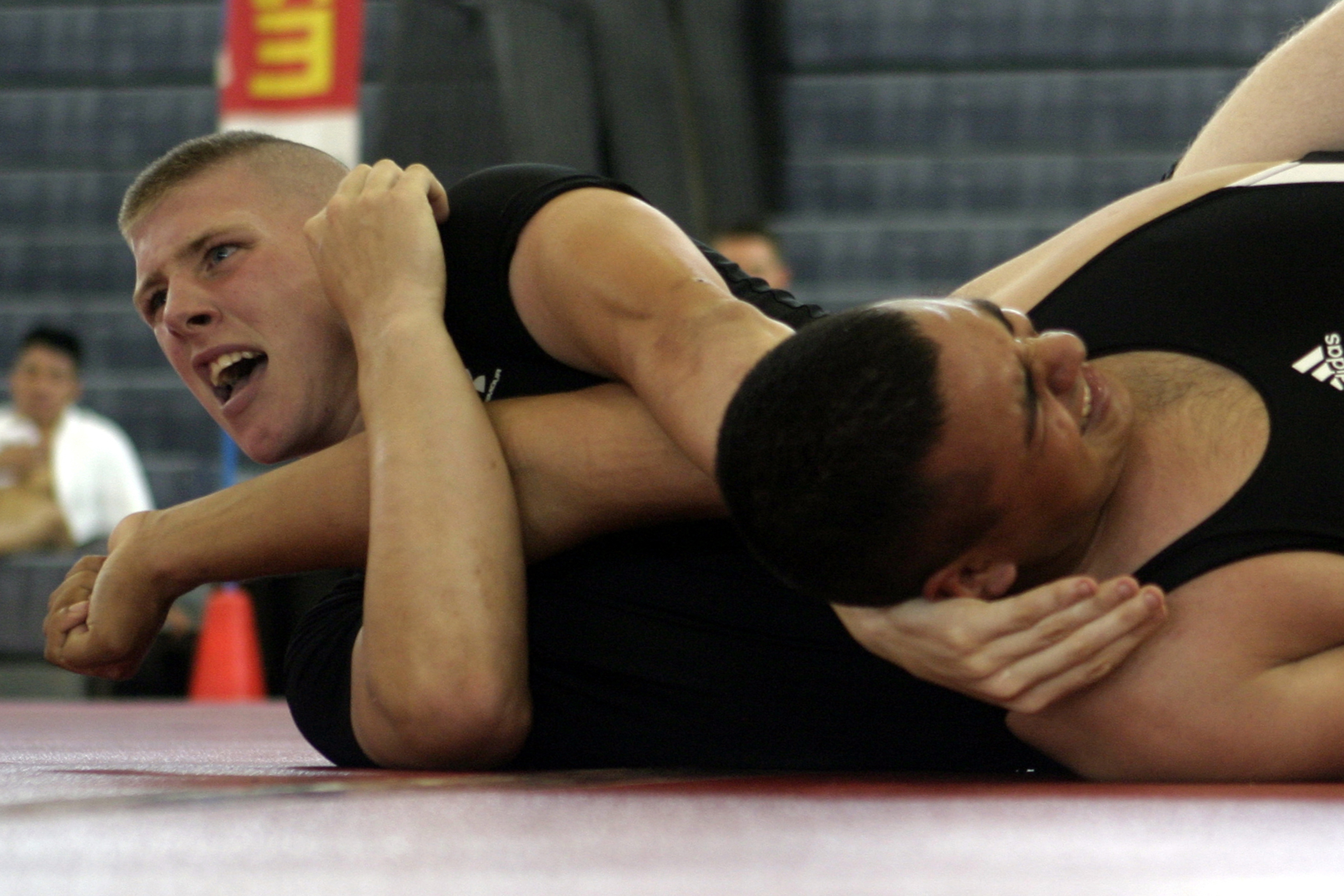
Submission Wrestling

Submission Wrestling (auch bekannt als submission fighting, submission grappling, sport grappling, combat grappling und No-Gi), in Japan bekannt als Combat Wrestling, ist eine Mischung aus verschiedenen Kampfsportarten, welche auf Haltetechniken und Bodenkampf spezialisiert sind. Ziel dieser Sportart ist es, den Gegner per Aufgabegriff zu besiegen.
Besonders durch die weltweite Verbreitung der Mixed Martial Arts, in denen viele Techniken des Submission Wrestlings Anwendung finden, ist die Popularität der Sportart in den letzten Jahren massiv angestiegen. Das bedeutendste Turnier ist die ADCC Submission Wrestling World Championship. Die Wettkämpfe werden meistens mit freiem Oberkörper oder in engen Rashguards betrieben, um dem Gegner weniger Halt zu bieten, bzw. ihn daran zu hindern, an der Kleidung zu reißen und sich dadurch einen Vorteil zu verschaffen.
Submission Wrestling zählt zu den Grappling-Disziplinen und hat seinen Ursprung in folgenden Kampfkünsten: Brazilian Jiu-Jitsu, Luta Livre, Freistilringen, griechisch-römisches Ringen, Judo, Sambo, Catch Wrestling, Shoot Wrestling, Shooto und Shuaijiao.